# Кабінет антропології та етнології ім. Ф. Вовка при ВУАН

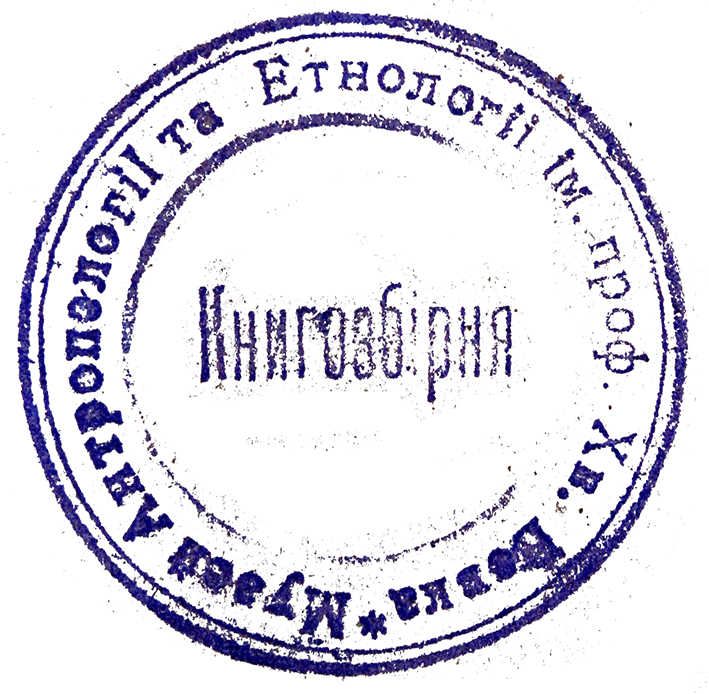
Екслібрис Музею Антропології та Етнології ім. проф. Федіра Вовка

Кабінет антропології та етнології ім. Ф. Вовка при ВУАН (до 1922 — Музей антропології та етнології ім. Ф. Вовка при ВУАН) — центр антропологічних та етнологічних досліджень в Україні (був розташований у Києві по бульвару Тараса Шевченка, 14).
Музей заснований 29 березня 1921 року. Основу його зібрання склали наукові матеріали, колекції та бібліотека Федора Вовка (2600 одиниць зберігання), які 1920 року перевіз за заповітом ученого з Петрограда до Києва О. Алешо, він же й став директором музею. До зібрань музею були долучені також приватні колекції Л. Чикаленка (500 одиниць зберігання), Ю. Олександровича (160 одиниць зберігання), В. Караваєва (129 одиниць зберігання) та предмети з державних установ — 1-го Державного музею (169 одиниць зберігання; нині Національний музей історії України) та Українського наукового товариства (145 одиниць зберігання).
Музей мав 3 відділи: антропології, передісторії та етнології, останній складався з підвідділів: порівняльної, загальної етнографії та етнографії народів України. При музеї діяла бібліотека (4570 томів) з архівом та фотолабораторією. В його фондах були предмети господарської діяльності, побуту, одягу, прикраси, дитячі іграшки тощо. Він мав дослідні станції в селах Старосілля, Жукин, Замисловичі, Сушківка, Следі (на Поділлі), Бубнівка, Микільська слобідка (нині в межах Києва), Сваром'я, Мартиновичі (колишнє село Поліського р-ну; обидва були у Київській обл., нині зняті з облікових даних) та ін. У музеї працювали А. Носов (від 1922 — його дир.), Н. Заглада, А. Онищук, Ю. Павлович.
1922 року музей перетворено на Кабінет антропології та етнології ім. Ф. Вовка. Наукові дослідження співробітників кабінету публікувалися в академічному видання «Матеріали до етнології» та щорічнику «Антропологія» (1927—1930), виходили «Бюлетені…» (1925). На кінець 1920-х рр. зібрання кабінету становило 7500 одиниць зберігання. На початку 1930-х рр. співробітники кабінету були звинувачені в «буржуазному націоналізмі», більшість з них було репресовано, а сам кабінет 1934 року ліквідовано. 1936 року частину колекцій (близько 2 тис. одиниць зберігання) кабінету передано до Центрального історичного музею ім. Т. Шевченка.